# Оґрудек (Вармінсько-Мазурське воєводство)
Оґрудек (пол. Ogródek, нім. Ogrodtken) — село в Польщі, у гміні Ожиш Піського повіту Вармінсько-Мазурського воєводства.
Населення — 236 осіб (2011).
У 1975-1998 роках село належало до Сувальського воєводства.

## Демографія
Демографічна структура станом на 31 березня 2011 року:
|          | Загалом | Допрацездатний вік | Працездатний вік | Постпрацездатний вік |
| -------- | ------- | ------------------ | ---------------- | -------------------- |
| Чоловіки | 123     | 19                 | 89               | 15                   |
| Жінки    | 113     | 20                 | 58               | 35                   |
| Разом    | 236     | 39                 | 147              | 50                   |